# 빌레 아우구스트
빌레 아우구스트(덴마크어: Bille August, 1948년 11월 9일~)는 덴마크의 영화 감독이다.

## 출연 작품
- 더 팩트 (2021)
- 어 포츄네이트 맨 (2018)
- 55 스텝 (2017)
- 언더 파이어 (2017)
- 사일런트 하트 (2014)
- 리스본행 야간열차 (2013)
- 마리 크뢰이어 (2012)
- 굿바이 만델라 (2007)
- 그들 각자의 영화관 (2007)
- 마틴을 위한 노래 (2001)
- 레 미제라블 (1998)
- 센스 오브 스노우 (1997)
- 예루살렘 (1996)
- 영혼의 집 (1993)
- 최선의 의도 (1992)
- 영 인디아나 존스 (1992)
- 정복자 펠레 (1987)
- 마술사 부스터 (1984)